# André Luge
André Luge (Chemnitz, 1991. február 8. –) német labdarúgó, aki jelenleg az RB Leipzig középpályása.

## Pályafutása
Fiatal korában megfordult az Altchemnitzer BSC, a Chemnitzer FC és a Werder Bremen csapatánál, de profi játékos a Carl Zeiss Jena csapatában lett. 2010. augusztus 21-én debütált a 3. ligában a Jena színeiben a FC Bayern München II ellen Torsten Ziegnert váltotta a 70. percben.
2011 nyarán a FSV Zwickau csapatába igazolt. Első gólját a FSV Luckenwalde ellen szerezte meg. A szezont a Oberliga NOFV-Süd-ben 26 mérkőzéssel és 10 góllal zárta és bajnokként jutottak fel a  Regionalliga Nordostba, ahol 29 mérkőzésen 11 bajnoki gólt jegyzett.
2013 nyarán a 3. ligába frissen feljutó RB Leipzig csapatába igazolt.

## Sikerei, díjai
Werder Bremen U19
- A-Jgd. BL Nord/Nordost bajnok: 2008-09

FSV Zwickau
- NOFV-Oberliga Süd bajnok: 2011-12